# SEAT Inca
1995-ben a Barcelonai Autószalonon mutatták be a SEAT Incát. Ez a modell a Seat Córdobának a teherautó változata és teljes mértékben megegyezik[forrás?] a Volkswagen Caddyval.
2004-ben fejezték be a gyártását.
| Motoradatok                     |
| ------------------------------- |
| 1,4 1390 cm³, 44 kW (60 PS)     |
| 1,9 SDI 1896 cm³, 47 kW (64 PS) |
| 1,4 1390 cm³, 55 kW (75 PS)     |
| 1,6 1595 cm³, 55 kW (75 PS)     |
| 1,9 TDI 1896 cm³, 66 kW (90 PS) |